# 愛情限時簽
《愛情限時簽》（英語：The Proposal）是一部于2009年上映的美国爱情喜剧片，由安妮·弗莱彻执导，彼特·查瑞尔编剧，桑德拉·布洛克和瑞恩·雷诺兹领衔主演，贝蒂·怀特、玛丽·斯汀伯根和格雷格·T·尼尔森出演配角。影片由曼德维尔影业制片，于2009年6月19日由试金石影业在北美发行。剧情主要围绕一位名叫玛格丽特·泰特的加拿大移民和她工作的美国公司工作下属安德鲁·帕克斯顿展开。泰特由于签证过期而即将被驱逐出境，即使一年后能再申请入境，她也将失去现在公司高管的职位。于是她急中生智，想出以結婚規避遣返的辦法。泰特找来帕克斯顿假扮自己的未婚夫，并且为了避免移民局识破，两人一起到帕克斯顿位于阿拉斯加州的老家去给他奶奶祝寿。
电影的开发于2005年查瑞尔完成剧本时开始。主体拍摄工作从2008年3月到5月进行。电影收到的评价褒贬不一，评论家对剧本颇有微词，但大多赞赏了两位主角的表演和银幕上的化学效应。影片在商业上非常成功，全球总票房超过3.17亿美元，是2009年最卖座的爱情喜剧片。

## 剧情
玛格丽特·塔特（桑德拉·布洛克饰）是纽约一家出版公司的执行总编。得知自己即将因签证过期而遣返时，她急中生智，说自己已经和助理安德鲁·帕克斯顿（瑞恩·雷诺兹饰）订婚，并打算以自己在办公室多年来建立起的淫威强迫后者就范。美国公民及移民服务局的吉尔伯森（丹尼斯·欧哈拉饰）对两人的关系将信将疑，怀疑他们做假来避免玛格丽特遣返。他告诉两人，之后将分开询问双方有关彼此的问题，如果答案对不上，玛格丽特将被遣返，而安德鲁则要被处以25万美元罚款并蹲5年大狱。安德鲁要求两人结婚后玛格丽特必须提升自己为编辑，并帮忙出版他的书，后者同意了。于是他们一起乘飞机到安德鲁位于阿拉斯加州的老家去给他奶奶祝寿。
两人到达安德鲁的故乡锡特卡，首先来接机的是安德鲁的妈妈格蕾丝（玛丽·斯汀伯根饰）和奶奶安妮（贝蒂·怀特）。回家的路上，玛格丽特发现镇上几乎所有的商铺都带有“帕克斯顿”的名字，并得知安德鲁的家族事实上非常富裕。家里的欢迎聚会上，安德鲁与父亲乔（格雷格·T·尼尔森饰）之间的气氛有些紧张，乔对儿子搭上老板的做法不以为然，认为安德鲁是想利用玛格丽特往上爬甚至吃软饭，两人不欢而散。安德鲁接下来向大家宣布了订婚的消息。玛格丽特还认识了安德鲁的前女友格特鲁德（玛琳·阿克曼饰）。聚会结束后，格蕾丝和安妮把两人带到了他们将在这个周末一起分享的大卧室。
第二天，格蕾丝和安妮带着玛格丽特到当地一家酒吧去看脱衣舞男表演，这位拉蒙（奥斯卡·努纳兹饰）先生虽说在当地颇有名气，只是年龄和体型都与玛格丽特的想象相去甚远。之后她与格特鲁德交谈得知，安德鲁一直希望能成为编辑来成就自己的生活，他还曾向格特鲁德求婚，但后者拒绝了，因为她不愿离开这个小镇去纽约。回到家，玛格丽特也发现“未婚夫”与“公公”的紧张气氛。晚上，玛格丽特问起安德鲁与他爸爸的关系，但安德鲁不愿意回答。反过来，倒是玛格丽特谈了很多自己的事。
隔日，家人提议两人干脆就直接在这里举行婚礼。但玛格丽特开始意识到自己与安德鲁的家人已经很亲近，她心里很不开心，坐上安鲁德的汽艇一起暂时离开。她告诉安德鲁，从16岁时父母双亡起，自己就一直独立生活，已经忘了有一个家庭是什么感觉。她跌跌撞撞地朝船后走去，这时安德鲁为了避开一个浮标而急转弯，玛格丽特于是掉到了河里，不过安德鲁马上掉转船头救了她。婚礼上，玛格丽特向包括吉尔伯森在内的众宾客承认了事情的真相。吉尔伯森得意洋洋地告诉她必须在24小时内离开美国。安德鲁跑回房间但却发现玛格丽特已经离开了，并且留下了他的书稿，上面称赞说写得很好并保证一定会出版。安德鲁发现自己不能就让她这么跑了，接着又与乔大吵一场。安妮于是假装心脏病发，想让孙子去追求自己的幸福。虽然他们还是没能在飞机起飞前赶上，但安德鲁马上启程前往纽约并在办公室堵住了玛格丽特，当着整个办公室的面说自己爱上了她。两人热吻后又一次去见吉尔伯森，告知对方他们又订婚了，这一次是真的。

## 演員
- 桑德拉·布洛克饰玛格丽特·塔特（Margaret Tate），纽约一家大型出版公司的执行总编；
- 瑞恩·雷诺兹饰安德鲁·帕克斯顿（Andrew Paxton），玛格丽特希望能获提升为编辑的助手，还希望能出版自己写的书，家境富裕但决心靠自己的努力打拼；
- 玛丽·斯汀伯根饰格蕾丝·帕克斯顿（Grace Paxton），安德鲁的母亲，对儿子和“儿媳”的到来喜出望外；
- 格雷格·T·尼尔森饰乔·帕克斯顿（Joe Paxton），安德鲁的父亲，对儿子和“儿媳”的感情持怀疑态度；
- 贝蒂·怀特饰安妮（Annie），安德鲁的奶奶，个性开放，带玛格丽特去看脱衣舞男表演；
- 丹尼斯·欧哈拉饰吉尔伯森（Gilbertson），美国公民及移民服务局工作人员；
- 奥斯卡·努纳兹饰拉蒙（Ramone），锡特卡一位人到中年、体型发福但又小有名气的脱衣舞男，而且干着各种不同的工作；
- 玛琳·阿克曼饰格特鲁德（Gertrude），安德鲁的前女友。

## 制作

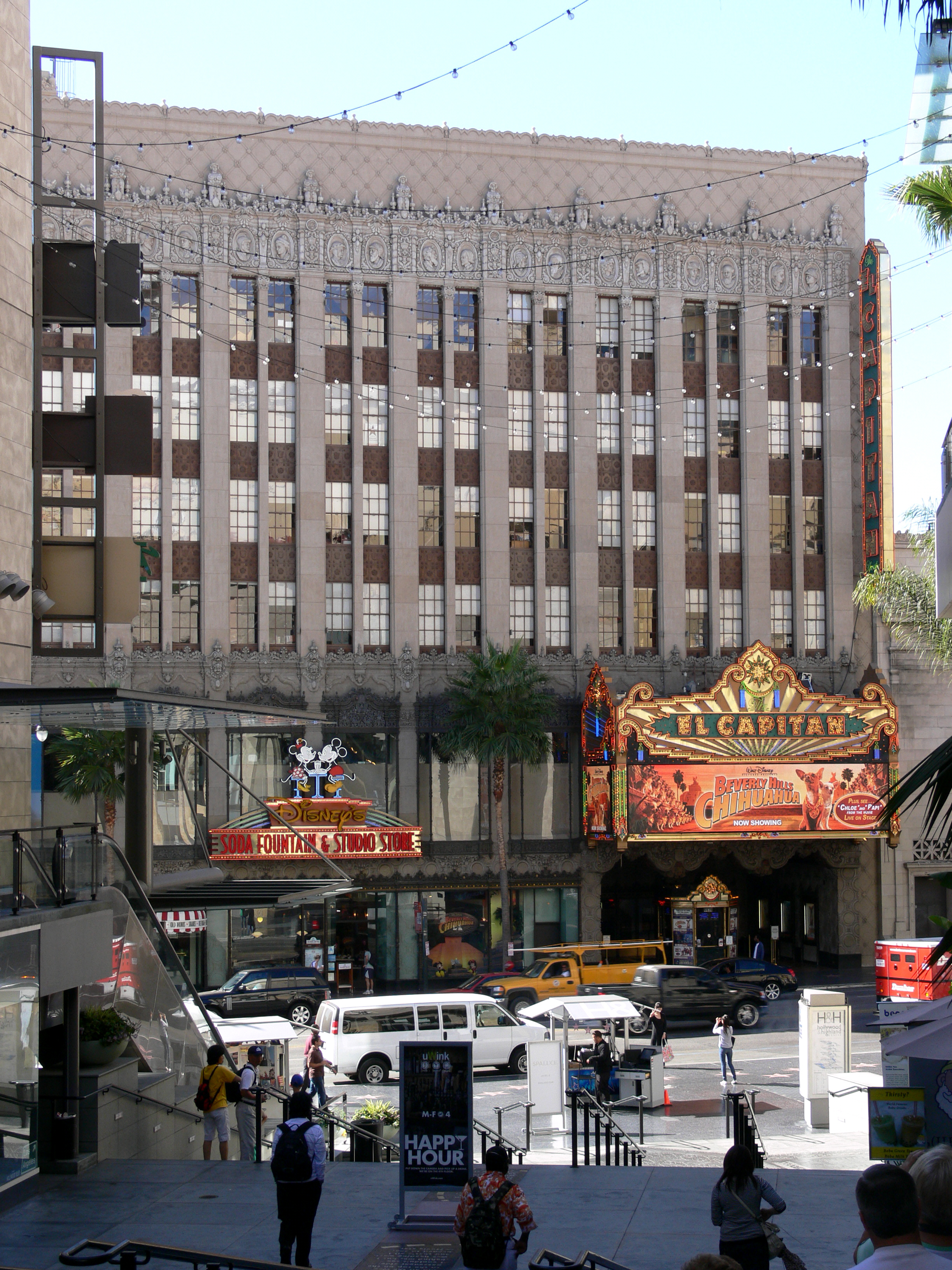
《愛情限時簽》首映式的举办地，位于美国加利福尼亚州好莱坞

彼特·查瑞尔于2005年完成了本片的剧本。2007年5月，制片方宣布桑德拉·布洛克将在《愛情限時簽》中出演主角。制片人原本联系了朱丽娅·罗伯茨出演，但她拒绝了。近两个月后，有报道称请瑞恩·雷诺兹将与布洛克演对手戏。2008年1月，安妮·弗莱彻与试金石影业签约成为本片的导演。影片于2009年6月1日在好莱坞举行首映式。
《愛情限時簽》於2008年3月31日在马萨诸塞州艾塞克斯县的一个小镇开拍。为了满足拍摄的需要，小镇临时改造成电影主要情节的发生地，阿拉斯加州一个名叫锡特卡小镇的模样。主体拍摄工作于4月9日正式开始，并在当地包括中央商务区在内的多个地点分别进行拍摄。4月22日，剧组来到该县另一个名叫曼彻斯特的小镇继续拍摄了约两个星期。对此，市官员容许剧组工作人员租下了所有的公共停车场。这一期间布洛克和她的丈夫出了一起车祸，幸而情况不是太严重，电影的拍摄也没有中断很长时间。片中婚礼的镜头是在一套三层20世纪维多利亚风格建筑中拍摄的，剧组一共占用了这户人家三个星期的时间。接受《纽约时报》采访时，这家人表示一天纳尔逊·科茨（本片的艺术指导总监）敲开了他们的门，这家人一开始让科茨到附近另找人家，不过他们最终还是允许了剧组进屋参观。拍摄都是在这家的一楼进行的。除此以外，影片还在波士顿和纽约曼哈顿下城进行了拍摄。《假结婚》中一共包含有350个特技效果镜头，还有一部分镜头是使用电脑绘图来进行编辑的。电影配乐由亚伦·齐格曼作曲，这些曲目是他指挥好莱坞演播室交响乐团演奏并录制的。
作为一个大型广告宣传活动的一部分，雷诺兹提议拍一场裸戏。这场戏花了三天拍完，一共拍了约12次才算完成。对此布洛克在接受天空新闻台采访时表示自己一开始很紧张，不过“当其他所有人都表现得好像这实在是再平常不过一样时，真的是有助于让你放松下来”。不过她也透露制片人有向他们提供无花果树的叶子来遮挡，只是放不稳，老掉下来。她说，“你真是啥都能瞧见。”雷诺兹也表示了类似的意见，他在接受《人物周刊》采访时表示，“拍一场全裸的戏，而且还花上好几天，这真是有点怪不好意思的。”他还说：“谢天谢地，你在这儿坚持了这么久，而且你很快就不再尴尬了，听起来很普通的对话是不，区别在于，你没穿裤子。”

## 发行和迴响
《愛情限時簽》于2009年6月19日在美国上映。当天共在3056家电影院收入1270万美元，成为这天票房最高的电影。首周入账达到3362万美元，超过《元年》、《飞屋环游记》和《宿醉》登上票房榜冠军的位置。根据迪士尼进行的一项出口调查（在电影院出口进行的调查），近63%的观众是女性，78%的观众已满18岁，71%的观众是情侣或夫妻。這部影片也成為當時布洛克演艺生涯中首周最卖座的电影，比2007年的《预言》整整高了约一倍。电影最終在北美地區拿下1.64亿美元的票房，北美2009年終票房排行位列第16名。
电影在其它国家上映也获得了丰厚的收益。影片于2009年6月18日在澳大利亚上映，首周收入超过280万美元。在俄罗斯上映首周也超过了260万美元，相当于该国这个星期所有电影票房总额的34.7%。在南非，本片首周票房不及新上映的《冰川时代3》，不过到2011年10月也已超过260万美元。而在英国上映的首周则收入了320万英镑。电影在除北美两国外共计入账1.53亿美元，让其全球总票房达到3.17亿美元。在2009年世界电影票房排行榜上名列第20位。

### 家用媒体
2009年10月13日，试金石家庭娱乐公司发行了《愛情限時簽》的DVD和蓝光影碟。之后仅第一个星期就卖出了超过240万份，相当于又增加了3930万美元的票房收入。第二周销量大跌了70%，为62万3744份，在该周DVD销售榜上名列第2。截止2010年1月一共已经售出480万份，共收入7900万美元。

### 专业评价

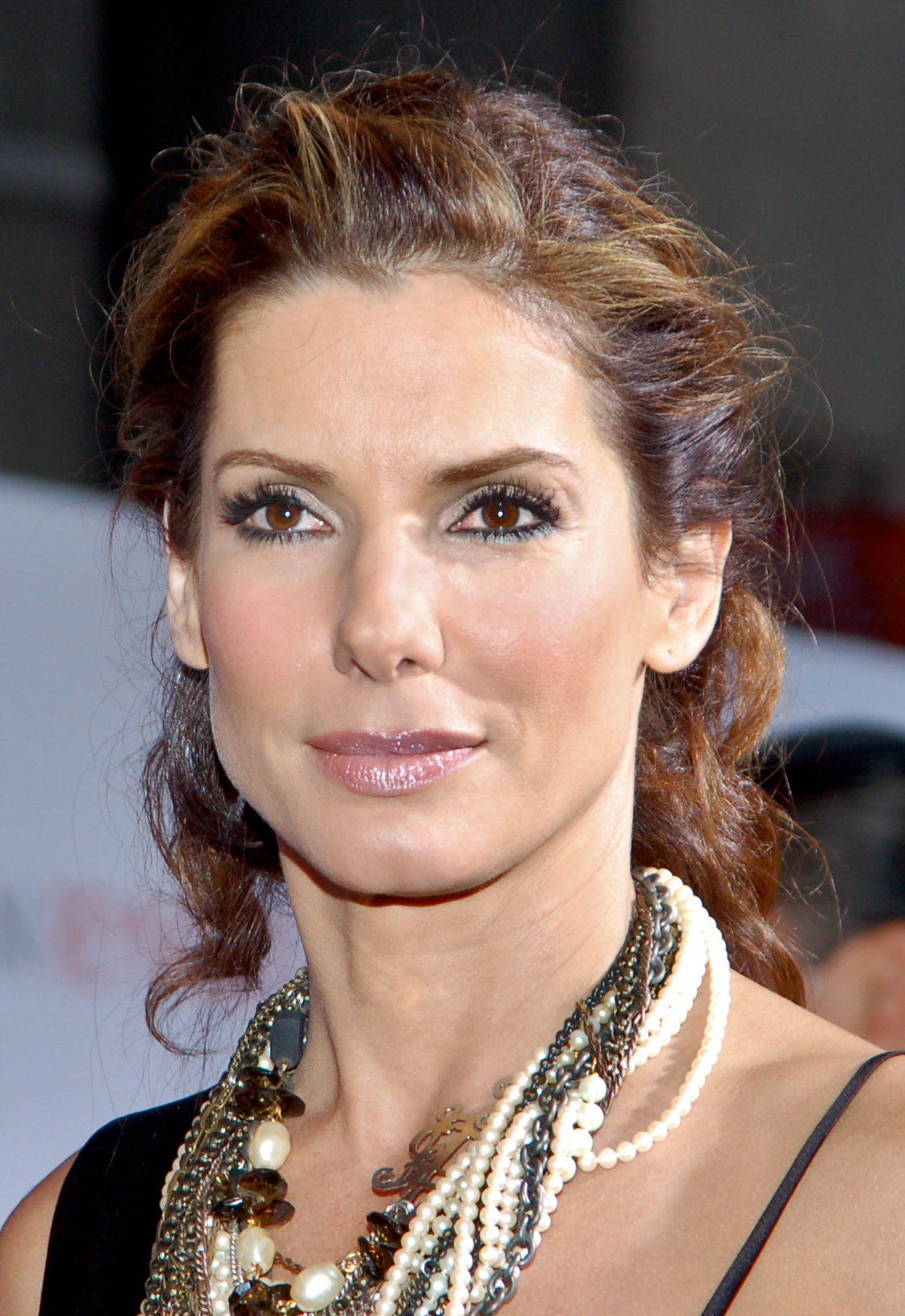
桑德拉·布洛克

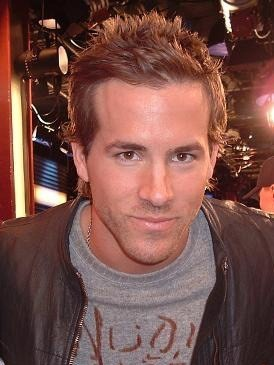
瑞恩·雷诺兹

《愛情限時簽》获得的评价较为一般。根据烂蕃茄上收集的181篇评论文章，其中78篇给出了“新鲜”的正面评价，“新鲜度”为43%，平均得分5.3（最高10分）。其中的共识评价中称赞“桑德拉·布洛克和瑞恩·雷诺兹表现出充沛的化学反应”，但影片公式般的剧情辜负了他们的表演。而根据Metacritic上收集的30份专业评论文章，其中12篇给予好评，5篇差评，13篇褒贬不一，平均得分48分（最高100分）。
《芝加哥太阳报》影评人罗杰·艾伯特给予影片三星（最高四星）的评价，但是他抱怨电影情节老套，“循环利用了许多在斯宾塞·屈塞和凯瑟琳·赫本那时候就已经太老的段子”。《滚石》杂志的彼得·特拉维斯对电影提出了严重的批评，称其淡而无味。他写道，“安妮·弗莱彻执导彼特·查瑞尔剧本像是某个生产硬质塑料的制造商，从而保证不会遭到任何人类情感的入侵”（指电影毫无感情）。《纽约时报》的曼诺拉·达吉斯（Manohla Dargis）感觉布洛克的角色与她的上一部作品相比显得很别扭。她认为布洛克在扮演独立自主的女性角色时更吸引人。《每日电讯报》的蒂姆·罗比（Tim Robey）表示对这部电影感到失望，给予影片两星（最高五星）的评分。
雷诺兹与布洛克角色之间的互动获得了评论家的好评。《娱乐周刊》的丽莎·舒瓦兹堡（Lisa Schwarzbaum）认为两位演员之间的化学反应“新鲜而又不可抗拒”。《赫芬顿邮报》的佐里安纳·基特（Zorianna Kit）感叹道，“正是桑德拉·布洛克和瑞恩·雷诺兹两位主角之间无可否认的银幕化学反应让观众们仍然坐在椅子上。”她还说，“这两个人在喜剧表演上是如此娴熟，两人制造出了那么多的笑料，观看《愛情限時簽》的观众无法抵抗他们的魅力，虽然部分桥段实在是有些毫无必要地装蠢。”《洛杉矶时报》的贝西·夏克利（Betsey Sharkley）觉得两位主角的关系就是“《驯悍记》的厚脸皮升级版”。她指出，“布洛克把她最可爱的品质之一，她最得心应手的物理喜剧给出了全面的发挥……雷诺兹在台词、表情上每一次的表现都像手术般精准”。不过，《卫报》作家彼得·布拉德肖（Peter Bradshaw）只给了电影中雷诺兹和布洛克的互动一星的评价（最高四星），认为两人的表演缺乏说服力，没有真实感，“每一个镜头中看起来都像是从没见过面一样”，他还认为电影的笑点基础就不牢固，让整部电影的情节都显得虚假。

### 荣誉
| 类别                   | 奖项                            | 获奖者                     | 结果 |
| ---------------------- | ------------------------------- | -------------------------- | ---- |
| 2009年广播影评人协会奖 | 最佳喜剧片                      |                            | 提名 |
| 第67届金球奖           | 最佳电影女主角（音乐剧/喜剧类） | 桑德拉·布洛克              | 提名 |
| 2010年儿童选择奖       | 最爱欢迎电影女演员飞艇奖        | 桑德拉·布洛克              | 提名 |
| 2010年MTV电影奖        | 最佳喜剧表演                    | 桑德拉·布洛克              | 提名 |
| 2010年MTV电影奖        | 最佳喜剧表演                    | 瑞恩·雷诺兹                | 提名 |
| 2010年MTV电影奖        | 最佳亲吻                        | 桑德拉·布洛克和瑞恩·雷诺兹 | 提名 |
| 2010年MTV电影奖        | 最令人傻眼场面                  | 贝蒂·怀特                  | 提名 |
| 第36届人民选择奖       | 最爱喜剧片                      |                            | 獲獎 |
| 第36届人民选择奖       | 最爱银幕组合                    | 桑德拉·布洛克和瑞恩·雷诺兹 | 提名 |
| 第36届人民选择奖       | 最爱电影                        |                            | 提名 |
| 2009年卫星奖           | 最佳女演员（音乐剧/喜剧类）     | 桑德拉·布洛克              | 提名 |
| 2010年青少年选择奖     | 电影舞蹈                        | 桑德拉·布洛克和贝蒂·怀特   | 獲獎 |
| 2010年青少年选择奖     | 最抢眼女明星                    | 贝蒂·怀特                  | 提名 |
| 2010年青少年选择奖     | 电影化学反应                    | 桑德拉·布洛克和瑞恩·雷诺兹 | 提名 |
| 2010年青少年选择奖     | 接吻场景                        | 桑德拉·布洛克和瑞恩·雷诺兹 | 提名 |
| 2010年青少年选择奖     | 浪漫喜剧                        |                            | 提名 |
| 2010年青少年选择奖     | 浪漫喜剧女演员                  | 桑德拉·布洛克              | 獲獎 |
| 2010年青少年选择奖     | 浪漫喜剧男演员                  | 瑞恩·雷诺兹                | 提名 |
| 2009年青少年选择奖     | 夏季喜剧电影                    |                            | 獲獎 |
| 2009年青少年选择奖     | 夏季电影男演员                  | 瑞恩·雷诺兹                | 提名 |
| 2009年青少年选择奖     | 夏季电影女演员                  | 桑德拉·布洛克              | 提名 |

## 重拍
2012年上映的马拉雅拉姆语印度电影《我的老板》（My Boss）是《愛情限時簽》的一部重拍片，影片在孟买和喀拉拉邦取景。该片基本的故事情节与《愛情限時簽》相同，不过还是包含有许多不同的元素。两位主角分别由迪利普（Dileep，音译）和曼塔·莫汉达斯（Mamta Mohandas，音译）扮演。这部重拍片在商业上也很成功。